# Titularbistum Iuliopolis
Iuliopolis (ital.: Giuliopoli) ist ein Titularbistum der römisch-katholischen Kirche.
Es geht zurück auf einen Bischofssitz in der antiken Stadt Iuliopolis in der römischen Provinz Bithynia et Pontus bzw. in der Spätantike Paphlagonia. Es gehörte der Kirchenprovinz Gangra an.
| Titularbischöfe von Iuliopolis |                                       |                                                                                                  |                    |                   |
| Nr.                            | Name                                  | Amt                                                                                              | von                | bis               |
| 1                              | Michał Jan Zienkowicz                 | Weihbischof in Samogitien (Litauen)                                                              | 27. April 1718     | 2. Oktober 1730   |
| 2                              | Józef Michał Trzciński                | Weihbischof in Gniezno (Polen)                                                                   | 21. Juli 1732      | 3. Januar 1738    |
| 3                              | Jean de Lolière-Puycontat MEP         | Apostolischer Vikar von Siam (Thailand)                                                          | 28. August 1738    | 8. Dezember 1755  |
| 4                              | Ferenc Kornis de Göncz-Ruszka         | Weihbischof in Raab (Ungarn)                                                                     | 12. Juni 1769      | 12. Februar 1790  |
| 5                              | Joseph Norbert Provencher             | Koadjutorbischof von Québec Apostolischer Vikar von Nord-West (Kanada)                           | 1. Februar 1820    | 4. Juni 1847      |
| 6                              | Antoine-Magloire Doumer SSCC          | Apostolischer Koadjutorvikar von Tahiti (Französisch-Polynesien)                                 | 9. Mai 1848        | 25. Dezember 1878 |
| 7                              | Sylwester Sembratowicz                | Weihbischof in Lemberg (Ukraine)                                                                 | 28. Februar 1879   | 27. März 1885     |
| 8                              | George Vincent King OP                | Apostolischer Koadjutorvikar von Port of Spain (Trinidad und Tobago)                             | 11. September 1885 | 26. Februar 1886  |
| 9                              | Antonius Hubert Fischer               | Weihbischof in Köln (Deutschland)                                                                | 14. Februar 1889   | 14. Februar 1903  |
| 10                             | Bonaventure Finbarr Francis Broderick | Weihbischof in San Cristóbal de la Habana Koadjutorbischof von San Cristóbal de la Habana (Kuba) | 7. September 1903  | 18. November 1943 |
| 11                             | René-Joseph Piérard                   | Koadjutorbischof von Châlons (Frankreich)                                                        | 29. Dezember 1945  | 9. Januar 1948    |
| 12                             | Ioan Maria Duma OFMConv               | Geheimbischof der Römisch-katholischen Kirche in Rumänien                                        | 16. November 1948  | 16. Juli 1981     |